# Aventurile lui Arsene Lupin
Aventurile lui Arsène Lupin (franceză Les Aventures d'Arsène Lupin) este un film din 1957 regizat de Jacques Becker. A a fost prezentat la  a 7-a ediție a Festivalului International de Film de la Berlin. Filmul este urmat de Signé Arsène Lupin.

## Distribuție
- Robert Lamoureux - André Larouche / Arsène Lupin / Aldo Parolini
- Liselotte Pulver - Mina von Kraft
- O. E. Hasse - Kaiser Wilhelm al II-lea
- Daniel Ceccaldi - Jacques Gauthier
- Georges Chamarat - Inspecteur Dufour
- Huguette Hue - Léontine Chanu
- Renaud Mary - Paul Desfontaines
- Sandra Milo - Mathilde Duchamp
- Paul Muller - Rudolf von Kraft
- Henri Rollan - Le Président du Conseil Emile Duchamp
- Margaret Rung - The English woman
- Charles Bouillaud - Otto
- Hubert de Lapparent - Jewellery salesman
- Pierre Stéphen - Clérissy
- Jacques Becker - The kronprinz